# Laura Longo
Laura Longo (Dolo, 22 agosto 1988) è un'arciera italiana tra le più titolate in Italia, detentrice di tre record e prima tiratrice a vincere una medaglia in Coppa del Mondo.

## Carriera
Inizia la carriera nel 2004. Partecipa ai Mondiali dove vince un argento e un bronzo, mentre agli Europei, si laurea campione. In carriera ha stabilito 8 record, di cui uno ha eguagliato un record europeo.
Ha partecipato al 2016 a 8 Campionati Mondiali, 16 Coppe del Mondo, 7 Campionati Europei, 7 Grand Prix e 4 Universiadi e Campionati Universitari.